# Carlo Bononi

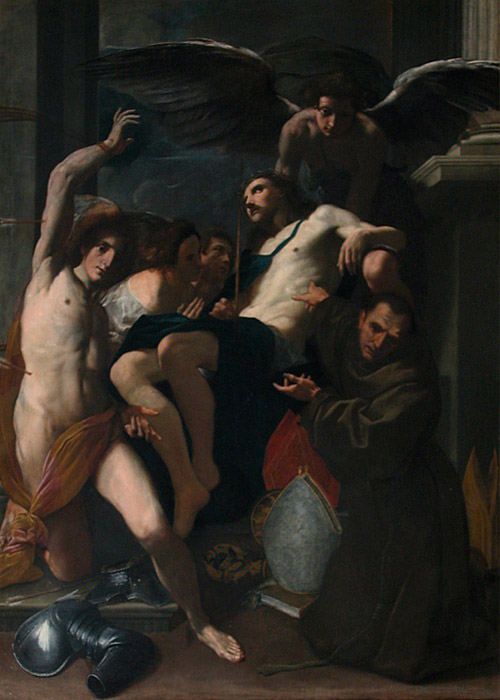
Pietà con ángeles y San Sebastián y San Buenaventura, Museo del Louvre.

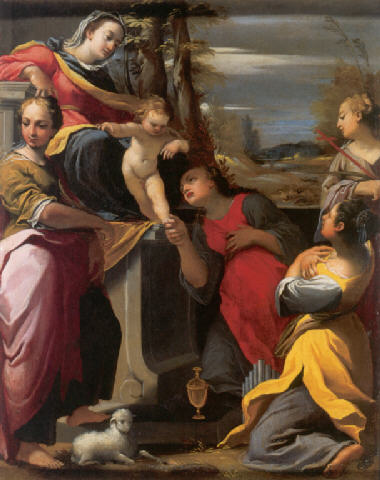
Virgen entronizada con el Niño y las santas Inés, María Magdalena, Cecilia y Margarita.

Carlo Bononi (Ferrara, 1569? - Ferrara, 3 de septiembre de 1632), pintor italiano activo durante el primer barroco. 

## Biografía
Desarrolló su actividad principalmente en Bolonia. Estudió pintura con Giuseppe Mazzuoli, conocido como il Bastarolo. Trató al Guercino y a Guido Reni. Se estableció en Roma durante dos años (en el período 1605-1610). Sus pinturas en la iglesia de San Paterniano de Fano parecen confirmar esta estancia, pues están influidas por el estudio de Caravaggio y sus seguidores romanos, tales como Orazio Borgianni.
Bononi es uno de los últimos grandes pintores de la escuela ferraresa. Aunque respetó la tradición heredada de artistas como Dosso Dossi o Paolo Veronese, absorbió en gran medida las nuevas tendencias lideradas por Ludovico Carracci, mezclándolo con un colorido de tinte veneciano. Su fase final fue de decadencia, volviendo a un estilo cercano al manierismo tardío.
Entre sus alumnos figuran Alfonso Rivarola (il Chenda), Luca Ferrari, Giovanni Battista dalla Torre y Camillo Berlinghieri. Fue enterrado en la iglesia de Santa Maria in Vado, donde años antes había ejecutado diversos trabajos de decoración.

## Algunas obras
- Martirio de San Pablo (Schloss Weissenstein, Pommersfelden)
- Virgen con San Maurilio y San Jorge (a. 1600, Kunsthistorisches Museum, Viena)
- Frescos de San Paterniano (1610-12, Fano)
  - Escenas de la Vida de San Paterniano
- Frescos de la Basilica della Ghiara (1610-20, Reggio Emilia)
- Anunciación, (San Bartolomeo, Módena)
- Milagro de San Gualberto, (San Orsola, Mantua)
- Pietà con ángeles y los santos Sebastián y Buenaventura (1610-17, Museo del Louvre, París)
- Ascension de Cristo, (1617, San Salvatore, Bologna)
- Milagro de la Virgen del Carmen (1624-26, Galleria Estense, Modena)
- Sagrada Familia con santos (1626, Galleria Estense, Modena)
- Bodas de Caná (1632)